# Lawrence Hugh Aller
Lawrence Hugh Aller, ameriški astronom, * 24. september 1913, Tacoma, Washington, ZDA, † 16. marec 2003.

## Življenje in delo
Aller ni nikoli končal srednje šole in je nekaj časa delal kot kopač zlata. Leta 1943 je doktoriral iz astronomije na Univerzi Harvard.
Delal je na Univerzi Kalifornije (UCLA) v Los Angelesu, kjer je pomagal ustanoviti oddelek za astronomijo.
Raziskoval je kemijsko zgradbo zvezd in meglic ter porazdelitev kemijskih elemenetov.
Leta 1992 mu je Ameriško astronomsko društvo za izredne znanstvene dosežke na področju astronomije podelilo Lektorat Henryja Norrisa Russlla.